# Joseph Cowen
Joseph Cowen (geb. 1868; gest. 1932) war Kaufmann in London und Freund von Theodor Herzl. Nach Teilnahme am ersten Zionistenkongress wurde er einer von Herzls wirksamsten Helfern in England.
Nach der Teilnahme am ersten Zionistenkongress in Basel ging Cowen nach Galizien, um zu studieren. Am zweiten Zionistenkongress erwehrte er sich noch den Versuchen Herzls ihn für den Zionismus zugewinnen da obwohl er es als eine schöne Idee bewunderte, es auch als Utopie ansah. Doch bald darauf war er vom Zionismus überzeugt und am dritten Zionistenkongress nahm er als Delegierter teil. Am vierten in London war er der Vorsitzende der English Zionist Federation.
1902 begleitete er Herzl nach Konstantinopel zum Besuch Sultan Abdul Hamids. Auf Wunsch Herzls ging Cowan 1904 nach Amerika, um dort für Unterstützung für den Zionismus zu werben. Herzl starb im selben Jahr, doch bat er Cowan zu seinem Sohn Hans Herzl zu schauen.
Joseph Cowen gehörte zum Board of Governors der Jüdischen Kolonialbank (Jewish Colonial Trust, vgl. Bank Leumi) und war ab 1919 ihr Vorsitzender.
U. a. half er Chaim Weizmann bei den Verhandlungen um die Erlangung der Balfour-Deklaration.